# Howard Kinsey
Pour les articles homonymes, voir Kinsey.
Howard Kinsey (né le 3 décembre 1899 à Saint-Louis (Missouri) et décédé le 26 juillet 1966 à San Francisco, Californie) est un joueur de tennis américain des années 1920, spécialisé dans le double.

## Carrière
Ses résultats les plus importants sont des victoires en double au Championnat des États-Unis en 1924 avec son frère aîné Robert Kinsey (Bill Tilden a écrit qu'il avait « rarement vu une équipe travailler ensemble aussi facilement que les Kinsey »[réf. nécessaire]) et aux Internationaux de France en 1926 avec Vincent Richards face à Henri Cochet et Jacques Brugnon.
En 1926 également, il réalise sa meilleure performance en simple en atteignant la finale de Wimbledon, qu'il perd face à Jean Borotra. La même année, il devient l'un des premiers joueurs inscrits par le promoteur C. C. Pyle à jouer dans une ligue de tennis professionnelle. Après une rupture avec Pyle, il se joint à Richards pour créer une association de joueurs de tennis professionnels.
En 1936, lui et Helen Wills Moody volleyent une balle de tennis 2001 fois, exploit qui dure 1 heure et 18 minutes. Cet échange n'est interrompu que pour que Kinsey puisse aller dispenser un cours.
Kinsey est un membre de l'USTA Northern California Hall of Fame.

## Palmarès (partiel)

### Finale de simple perdue (1)
|   | Date | Nom et lieu du tournoi       | Cat.      | ($) | Surf.        | Vainqueur    | Score         |
| 1 | 1926 | The Championships, Wimbledon | G. Chelem |     | Herbe (ext.) | Jean Borotra | 8-6, 6-1, 6-3 |

### Titres en double (2)
|   | Date | Nom et lieu du tournoi                  | Cat.      | ($) | Surf.        | Partenaire       | Finalistes                       | Score                   |
| - | ---- | --------------------------------------- | --------- | --- | ------------ | ---------------- | -------------------------------- | ----------------------- |
| 1 | 1924 | US Men's National Champ’s, Forest Hills | G. Chelem |     | Herbe (ext.) | Robert Kinsey    | Gerald Patterson Pat O'Hara Wood | 7-5, 5-7, 7-9, 6-3, 6-4 |
| 1 | 1926 | Internationaux de France, Paris         | G. Chelem |     | Terre (ext.) | Vincent Richards | Henri Cochet Jacques Brugnon     | 6-4, 6-1, 4-6, 6-4      |

### Finale en double (1)
|   | Date | Nom et lieu du tournoi       | Cat.      | ($) | Surf.        | Vainqueurs                   | Partenaire       | Score              |          |
| 1 | 1926 | The Championships, Wimbledon | G. Chelem | 0   | Herbe (ext.) | Jacques Brugnon Henri Cochet | Vincent Richards | 7-5, 4-6, 6-3, 6-2 | Parcours |

### Finales en double mixte (2)
|   | Date | Nom et lieu du tournoi                  | Cat.      | ($) | Surf.        | Vainqueurs                       | Partenaire          | Score    |          |
| - | ---- | --------------------------------------- | --------- | --- | ------------ | -------------------------------- | ------------------- | -------- | -------- |
| 1 | 1922 | US Men's National Champ’s, Forest Hills | G. Chelem | 0   | Herbe (ext.) | M. Bjurstedt Mallory Bill Tilden | Helen Wills         | 6-4, 6-3 | Parcours |
| 2 | 1926 | The Championships, Wimbledon            | G. Chelem | 0   | Herbe (ext.) | Kathleen McKane Leslie Godfree   | Mary Kendall Browne | 6-3, 6-4 | Parcours |